# Franz von Hoefft
Franz Edler von Hoefft (* 5. April 1882 in Wien; † 13. Dezember 1954 in Linz) war ein österreichischer Chemiker, Raumfahrtwissenschaftler und Pionier im Gebiet der Raketen- und Weltraumforschung.

## Leben
Franz von Hoefft wurde 1882 in Wien geboren. Er absolvierte 1900 die Oberrealschule und studierte anschließend Chemie in Wien und Göttingen. Von Hoefft promovierte am 16. Juli 1907 in Chemie mit dem Thema „Zur Kenntnis der Leitfähigkeit binärer Elektrolyte in äthylalkoholischer Lösung, besonders bei tiefen Temperaturen“. Zunächst arbeitete er als renommierter Heizungsingenieur, als Prüfer am österreichischen Patentamt und als Berater.
19 Jahre später gründeten er und Guido von Pirquet die erste raumfahrtbezogene Gesellschaft in Europa (Wissenschaftliche Gesellschaft für Höhenforschung). Von Hoefft war ein Experte für Raketentreibstoffe. Der erste Schritt war es, die Entwicklung einer Flüssigtreibstoffrakete voranzutreiben, genannt RH-1 (RH steht für Rückstoss Hoefft). Diese RH-1-Rakete sollte von Ballons bis zu zehn Kilometern Höhe transportiert und dort gestartet werden. Sie sollte für das fotografische Festhalten von Weltraumbeobachtungen und Erdatmosphäre genutzt werden. Die Tragkraft dieser Raketen sollte ständig ausgebaut werden bis zur letzten Entwicklungsstufe, dem Raumschiff RH-7. Franz von Hoefft hatte jedoch nie die Möglichkeit, sein visionäres Programm umzusetzen, denn 1938 wurde Österreich ein Teil vom damaligen Deutschen Reich, und die Raketenwissenschaft wurde für militärische Zwecke genutzt. Hoefft beantragte am 23. Mai 1938 die Aufnahme in die NSDAP und wurde rückwirkend zum 1. Mai aufgenommen (Mitgliedsnummer 6.317.014). Er starb 1954 in Linz, Österreich.

## Liste der RH-Raketen
- RH-1, eine Rakete die auf 5–10 Kilometern Höhe gestartet wird, um anschließend die Erdatmosphäre und das Weltall zu erforschen.
- RH-2, eine einstufige Rakete. Sie würde auf 1500 Kilometern Höhe Entfernungen auf einer ballistischen Flugbahn abdecken und die Erde und das Weltall mit automatischen Kameras fotografieren.
- RH-3 wäre eine zweistufige Rakete. Sozusagen eine erweiterte Form von der RH-2. Von Hoefft hoffte, zwei kombinierte RH-3-Raketen zu verwenden, um „grelles Puder“ zum Mond zu bringen, welches sich beim Aufprall entzünden sollte, um so den Erfolg der Mission zu beweisen.
- RH-4 sollte ein Raumfahrzeug sein, welches Passagiere von der Erde zum Mond transportieren könnte.
- RH-5, -6 und -7 hätten erweiterte Funktionen von der RH-4. Er hoffte, dass RH-7 in der Lage wäre zu weit entfernten Planeten zu reisen und sogar unser Sonnensystem zu verlassen. Er hätte RH-7 im Weltall bauen lassen, um so ein großes Fahrzeug nicht an der Oberfläche unserer Erde zu starten.

## Werke
- Zur Kenntnis der Leitfähigkeit binärer Elektrolyte in äthylalkoholischer Lösung, besonders bei tiefen Temperaturen (Dissertation, 1906; 11 Folioseiten)[1]